# Rolf Paetz
Rolf Paetz (* 24. November 1922; † 19. April 1994) war ein deutscher Fußballspieler, der als Aktiver von Hannover 96 im Jahre 1954 die deutsche Fußballmeisterschaft errungen hat. Der zumeist als Halbrechts im damaligen WM-System eingesetzte Techniker absolvierte von 1952 bis 1958 bei Hannover 96 in der Fußball-Oberliga Nord 127 Ligaspiele und erzielte 43 Tore. Er zählte zu der Mannschaft, die 1954 durch einen 5:1-Sieg über den 1. FC Kaiserslautern die Deutsche Meisterschaft gewann. 1969 war er in zwei Spielen Trainer der Bundesligamannschaft von Hannover 96.

## Laufbahn
Mit 31 Jahren kam Paetz zur Saison 1952/53 von Erle 08 aus dem westfälischen Amateurfußball in das Oberligateam von Hannover 96. Die „Roten“ hatten mit Helmut „Fiffi“ Kronsbein einen neuen Trainer verpflichtet und versuchten dem Ligakader mit weiteren Neuzugängen wie Rolf Gehrcke, Herbert Helfenbein, Wolfgang Piechotta und Hannes Kirk frischen Wind zu verpassen. Der spätberufene Vertragsfußballer aus Erle debütierte am 31. August 1952 bei der 1:2-Auswärtsniederlage bei Werder Bremen auf Halbrechts in der Oberliga Nord. Am Rundenende hatte er 29 Spiele absolviert und 13 Tore erzielt. Er bildete mit Heinz Wewetzer (30-17) einen torgefährlichen rechten Flügel und die 96iger belegten in der ersten Saison von Trainer Kronsbein den siebten Rang.
In der Saison 1953/54 gewann Hannover 96 überraschend die Meisterschaft der Oberliga Nord und qualifizierte sich für die Teilnahme an der Endrunde zur deutschen Fußballmeisterschaft. Die Oberligarunde hatten die 96er am 9. August 1953 mit einem 1:0-Heimerfolg gegen den Nordserienmeister Hamburger SV eröffnet. Nach dem elften Spieltag, den 1. November 1953, führten Paetz und Kollegen die Tabelle mit 22:0 Punkten an, mit neun Punkten Vorsprung vor den Verfolgern. Die Stammformation des Nordmeisters setzte sich aus Hans Krämer (Torhüter), dem Verteidigerpaar Helmut Geruschke und Hannes Kirk, der Läuferreihe mit Spielführer Werner Müller, Mittelläufer und Abwehrchef Heinz Bothe und dem linken Außenläufer Willi Hundertmark, sowie der Angriffsreihe mit Heinz Wewetzer, Rolf Paetz (25-7), Torjäger Hans Tkotz, Klemens Zielinski und den beiden Linksaußen Wolfgang Piechotta und Helmut Kruhl zusammen. Ersatzspieler waren der zweite Torhüter Werner Schadly und die zwei Feldspieler Heinz Elzner und Rolf Gehrcke. Trainer Kronsbein bezeichnete die Außenläufer Müller – Hundertmark und die beiden Halbstürmer Paetz und Zielinski als das „magische Viereck“ seiner Elf.
Das erste Spiel der Vorrundengruppe I gegen den Berliner SV 92 gewann „96“ mit 2:1 Toren; es verletzte sich aber Außenläufer Willi Hundertmark und fiel für den Rest der Endrunde aus. Für ihn kam der 21-jährige Gehrcke in die Mannschaft. Das entscheidende Gruppenspiel gegen den Südmeister VfB Stuttgart fand am 16. Mai in Düsseldorf statt. Vor 40.000 Zuschauern brachte Paetz mit zwei Treffern den Nordmeister in Führung und Hannover setzte sich am Ende mit 3:1 Toren gegen die Mannschaft von Trainer Georg Wurzer durch. Damit standen Paetz und Kollegen im Finale.
Im Endspiel am 23. Mai 1954 in Hamburg traf Hannover 96 auf Titelverteidiger 1. FC Kaiserslautern, in dessen Reihen zahlreiche Nationalspieler standen, die wenig später die Fußball-Weltmeisterschaft gewinnen sollten. Die Elf um Fritz Walter, den herausragenden deutschen Fußballspieler seiner Zeit, war der erklärte Favorit. Der Außenseiter aus der niedersächsischen Hauptstadt gewann gegen den hohen Favoriten aus der Pfalz mit 5:1 und wurde nach 1938 zum zweiten Mal deutscher Fußballmeister. Die Entscheidung fiel nach dem 1:1-Halbzeitstand in der zweiten Halbzeit. Paetz traf in der 84. Minute zum 5:1-Endstand.
Als Nord-Vizemeister der Saison 1955/56 zog Paetz ein zweites Mal in die Endrunde ein. Jetzt war das Abschneiden aber nicht mehr vergleichbar mit 1954; mit 3:9 Punkten belegten die „96iger“ den vierten Gruppenplatz.
In seiner letzten Oberligasaison, 1957/58, kam der 35-jährige Halbstürmer nochmals auf 18 Einsätze, in denen er drei Tore erzielte. Sein letztes Oberligaspiel bestritt er am 30. März 1958 bei der 0:2-Auswärtsniederlage bei Eintracht Braunschweig. Er bildete mit Heinz Wewetzer den rechten Flügel.

## Beruf
Der ursprünglich bei Continental als Schlosser arbeitende Paetz betätigte sich nach dem Ende der Spielerlaufbahn zuerst als Versicherungsvertreter, ehe er 1963 eine Stelle bei den Pelikan-Werken in Hannover antrat. Ab diesem Zeitpunkt war er zusätzlich als Jugend- beziehungsweise Amateurtrainer bei seinem alten Verein Hannover 96 tätig. Dabei agierte er im Dezember 1969 nach der Entlassung von Zlatko „Tschick“ Čajkovski am 16. und 17. Spieltag als Trainer der 96er Bundesligamannschaft. Dabei erreichte er zu Hause ein Unentschieden gegen Frankfurt und verlor mit 2:5 in Kaiserslautern. Hans Pilz übernahm dann in der Rückrunde bis zum Ende der Saison, die die Hannoveraner auf dem 15. Platz abschlossen.